# Eduardo Callejo de la Cuesta
Eduardo Callejo de la Cuesta (Madrid, 21 de septiembre de 1875-Madrid, 21 de enero de 1950) fue un abogado y político español, ministro de Instrucción Pública y Bellas Artes durante la dictadura del general Primo de Rivera y presidente del Consejo de Estado durante la dictadura de Francisco Franco. Fue conocido sobre todo por la que sería conocida como Ley Callejo, una reforma universitaria que permitía que los centros superiores privados de la Iglesia pudieran expedir títulos oficiales.

## Biografía
Doctor en Derecho por la Universidad de Valladolid, obtendrá la cátedra de Derecho Natural de la misma en 1912.

### Dictadura de Primo de Rivera

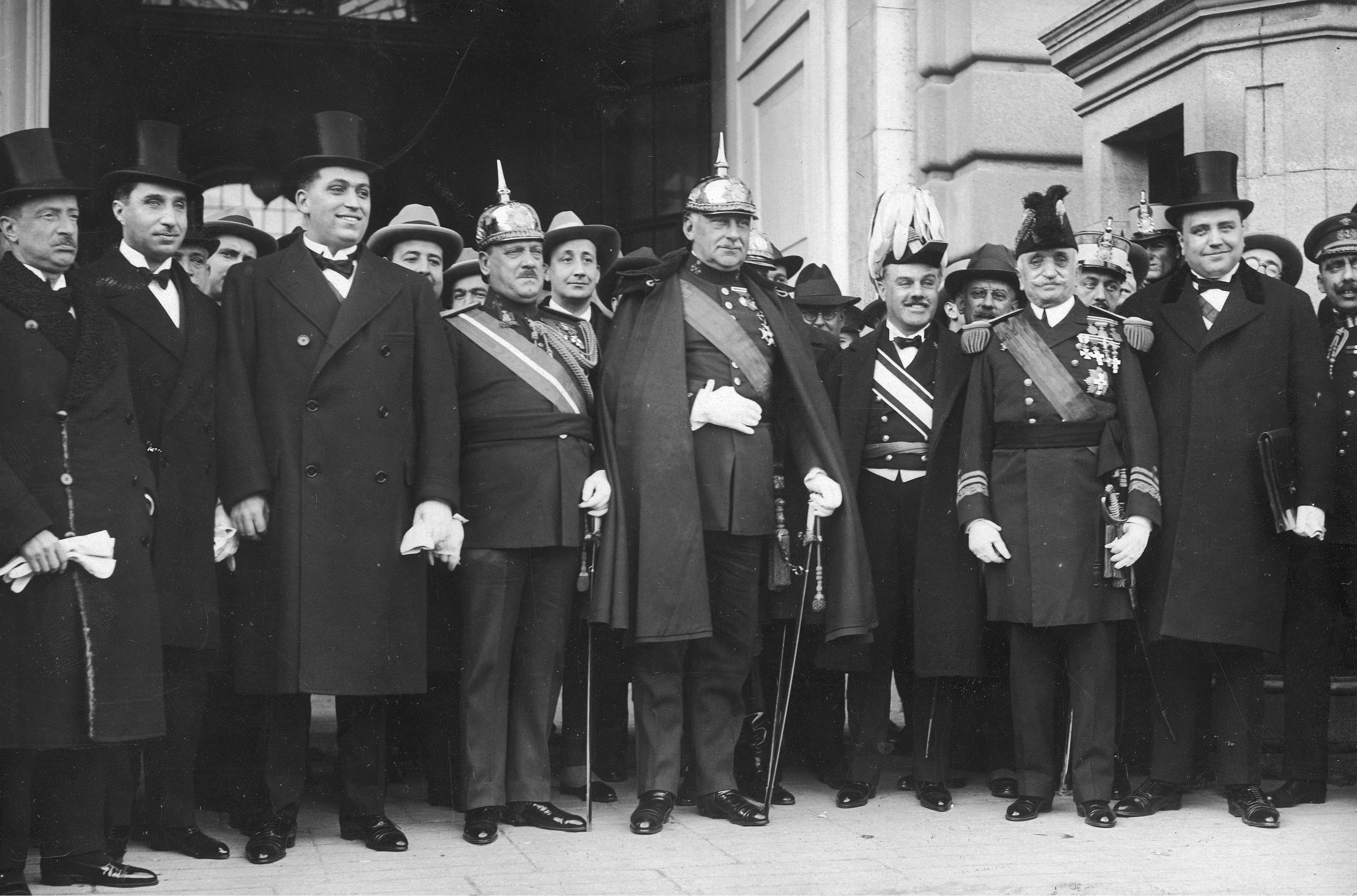
Los miembros del directorio civil de Primo de Rivera en diciembre de 1925. En primera fila, de izquierda a derecha, Eduardo Callejo (Instrucción Pública), José Yanguas (Estado), José Calvo Sotelo (Hacienda), Severiano Martínez Anido (Gobernación), Miguel Primo de Rivera (presidente), conde de Guadalhorce (Fomento), Honorio Cornejo (Marina) y Eduardo Aunós (Trabajo).

Fue ministro de Instrucción Pública y Bellas Artes entre el 3 de diciembre de 1925 y el 30 de enero de 1930 periodo en el que reformó tanto la enseñanza secundaria como la superior. Contó con la estrecha colaboración de Wenceslao González Oliveros —director general de Enseñanza Media y Superior— e Ignacio Suárez Somonte —director general de Enseñanza Primaria—. En el ámbito de la enseñanza secundaria, en 1926, estructuró el bachillerato en dos niveles: Elemental y Superior, redujo su duración a seis años y estableció dos especialidades: Ciencias y Letras.
En el ámbito universitario, en mayo de 1928 promulgó la que sería conocida como la Ley Callejo, cuyo artículo 53 permitía expedir títulos universitarios a los dos centros de estudios superiores privados existentes entonces en España, ambos propiedad de la Iglesia católica —los agustinos de El Escorial, y los jesuitas de Deusto—. La Ley Callejo provocó las protestas de los estudiantes movilizados por la Federación Universitaria Escolar, en principio, como ha señalado, Eduardo González Calleja, como «una respuesta de autodefensa de los estudiantes encaminados a profesionales liberales contra la plétora de licenciados procedentes de los establecimientos educativos confesionales». Se produjeron numerosas huelgas e incidentes callejeros que constituyeron una de las causas de la caída de la Dictadura de Primo de Rivera.

### Franquismo
Tras su etapa ministerial, Callejo de la Cuesta volvería a la Universidad de Valladolid y con el advenimiento de la dictadura del general Franco lograría la cátedra de Filosofía del Derecho, sería nombrado consejero permanente del Consejo de Estado alcanzando en 1945 la presidencia de dicho organismo.
Procurador en Cortes designado por el jefe del Estado durante la I Legislatura de las Cortes Españolas (1943-1946). Repite cargo en 1946 y 1949 en calidad de presidente del Consejo de Estado de España.